# Васса (мучениця)
Свята Васса — ранньо-християнська мучениця, християнська мучениця.
Про св. Вассу маємо оповідання, що це була жінка поганського жерця в місті Едессі македонській. Мала вона трьох синів: Теогнія, Агапія й Піста, що їх виховувала в християнській побожності. Батько був такий завзятий поганин, що доніс поганському начальникові, що його сини християни, і їх усіх трьох в Едессі замучили за Христову віру. Саму Вассу довго мучили різними муками, а опісля відрубали їй мечем голову.
- Пам'ять — 3 вересня

## Джерело
- Рубрика Покуття. Календар і життя святих. (дозвіл отримано 9.01.2008)